# Malado Kaba

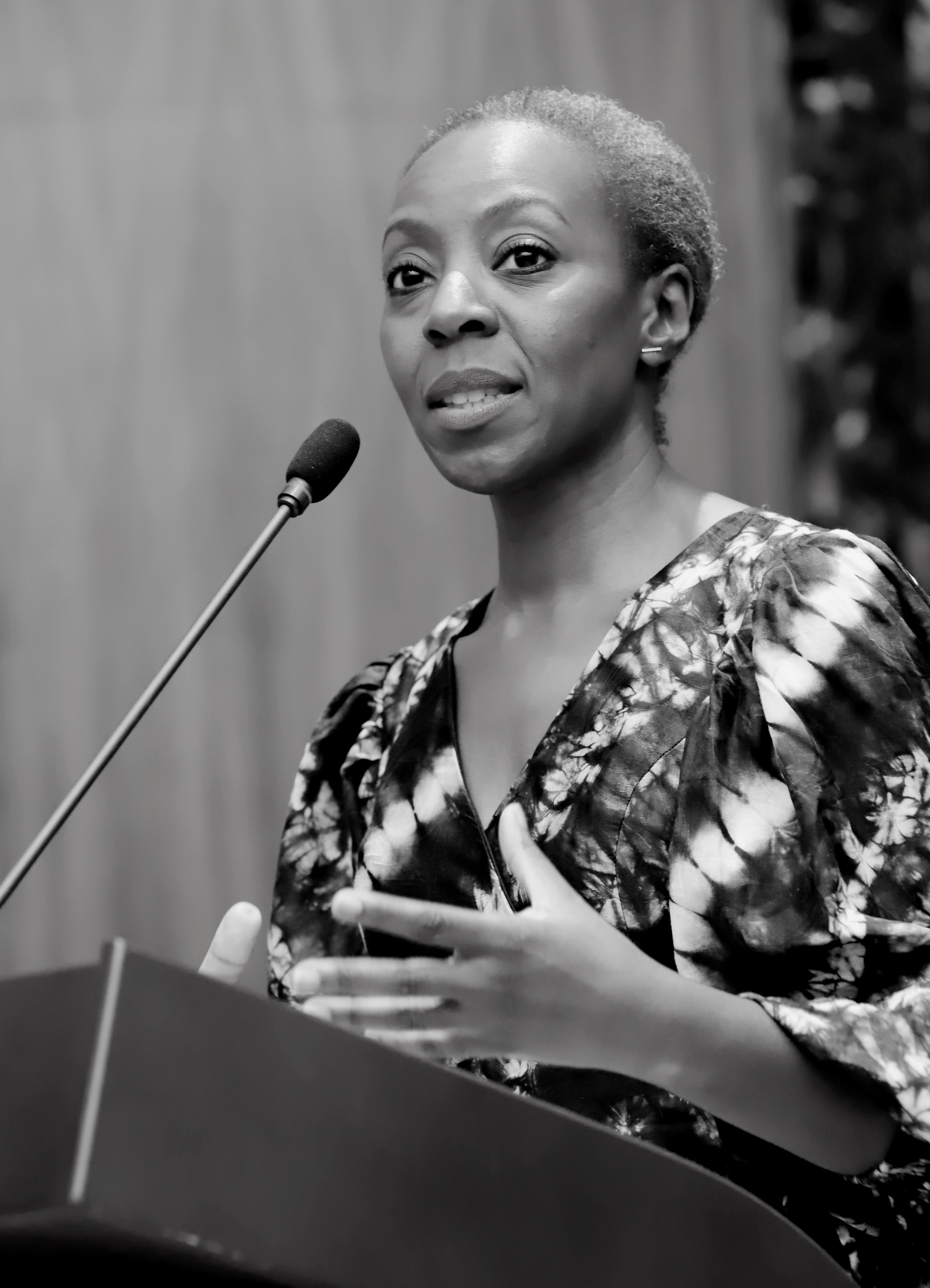

Malado Kaba (22 de marzo de 1971) es una economista guineana y la primera mujer Ministra de Economía y Finanzas de Guinea. Ocupó ese cargo desde enero de 2016 hasta mayo de 2018.

## Primeros años y educación
Malado Kaba nació el 22 de marzo de 1971 en el condado de Montserrado, Monrovia, Liberia. Ella y sus padres se mudaron a Francia cuando ella tenía 3 meses.
Pasó su infancia y adolescencia entre París y los suburbios. Asistió al Lycée Honoré de Balzac en París, donde obtuvo su bachillerato en 1989. Obtuvo su título de grado en la Universidad de París X Nanterre en 1994 con una licenciatura en economía del desarrollo y una licenciatura en economía internacional. También posee un certificado del Instituto Goethe como usuario competente del idioma alemán.

## Carrera
Kaba realizó una pasantía en el Ministerio de Relaciones Exteriores de Francia, antes de trabajar como asesora en el Ministerio de Economía y Finanzas de Guinea desde 1996 hasta 1999. Ha trabajado en varios proyectos de desarrollo con la Unión Europea y supervisó el análisis de los acuerdos entre la Comisión Europea y Sudáfrica en macroeconomía y transparencia presupuestaria.
En 2014, Kaba se convirtió en referente nacional de la Iniciativa Africana de Gobernanza del ex primer ministro británico Tony Blair.
El 6 de enero de 2016 Kaba fue nombrada ministra de Finanzas por el presidente Alpha Condé, siendo la primera mujer en el cargo y una de las siete mujeres integrantes del gabinete.
En 2020, Malado Kaba fue nominada para unirse al "curso inaugural de Líderes Amujae, clase de 2020" del Centro Presidencial para la Mujer y el Desarrollo Ellen Johnson Sirleaf, creado por la presidenta Ellen Johnson Sirleaf. La visión de la Iniciativa Amujae es cambiar el panorama para las mujeres en el liderazgo público en África.
En mayo de 2022, Malado Kaba fue nombrada Directora del Departamento de Género, Mujeres y Sociedad Civil del Banco Africano de Desarrollo (BAfD). El nombramiento en su cargo rige a partir del 16 de junio de 2022.